# LG X5
LG X5는 LG전자가 2016년 7월 8일, SK텔레콤 전용으로 출시한 패블릿 보급형 스마트폰이다. 원래 이름은 X 맥스이지만 SK텔레콤으로 넘어오면서 X5로 이름이 바뀌었다. SK텔레콤에서는 초경량과 대화면을 마케팅 포인트로 잡고 마케팅을 하였으며, 방탄소년단이 광고를 했다.

## 운영 체제
안드로이드 6.0.1 마시멜로 운영체제로 출시되었다.

## 특수 기능

### 제스쳐 샷
전면 카메라에서 촬영 버튼을 길게 누르거나 주먹을 빠르게 두 번 쥐면 약 2초 간격으로 사진 4장을 연속 촬영할 수 있다. 최대 1.5m 거리에서까지 사용가능하다.
- 제스쳐 (주먹) 1번 : 1장
- 제스쳐 (주먹) 2번 : 4장 연속 (약 2초 간격)

### 뷰티 샷
셀프 카메라로 찍으면 자동으로 보정이 되는 기능이다.

### 리더 모드
낮음, 보통, 높음, 흑백 네 가지 모드 옵션으로 화면의 블루라이트를 감소시키는 기능이다.

## 색상
- 인디고 블랙
- 화이트

## 경쟁 기종
- 삼성 갤럭시 와이드
- 삼성 갤럭시 J7

## 같이 보기
- LG X
- LG X 스크린
- LG X 캠
- LG X 스킨
- LG X 마하
- LG X 파워